# Sveta Gera
Sveta Gera, najviši vrh Žumberačke gore u blizini slovenske granice, općina Žumberak. Vrh je širok valovit proplanak dug oko 300 metara, 1178 m visok (prema nekim izvorima 1181 m). U blizini vrha je i sporni vojni objekt koji je 1991. napustila bivša JNA, nakon čega ga je zauzela Slovenska vojska.
Slovenci vrh od 1923. nazivaju Trdinov vrh prema Janezu Trdini, književniku iz Mengeša. Stari naziv je puno stariji, a potječe od crkve Svete Jere iz 15. stoljeća, koja se nalazi sto metara od vrha na slovenskoj strani. U njezinoj blizini dvadesetak metara su natkriveni ostaci crkve svetog Ilije. RTV Slovenija je 1986. godine sagradila blizu vrha 94 metra visok radiotelevizijski toranj.
Stariji njemački i mađarski izvori vrh nazivaju St. Geraberg ili Gorianc. Stariji hrvatski izvori donose podatak o vezivanju imena svetoga Ilije uz naziv vrha.
Vrh se nalazi uz Planinarski put Žumberkom (kontrolna točka KT-9).
| UHF kanal | Frekvencija (MHz) | Multipleks (ID mreže) | Programi u multipleksu (Indetifikacija programa)                                      | ERP (kW) | Dijagram zračenja kružno (ND) usmjereno (D) | Polarizacija horizontalna (H) vertikalna (V) | Modulacija        | FEC | Zaštitni interval | Bitrate (MBit/s) |
| --------- | ----------------- | --------------------- | ------------------------------------------------------------------------------------- | -------- | ------------------------------------------- | -------------------------------------------- | ----------------- | --- | ----------------- | ---------------- |
| 25        | 506               | MUX M1                | - HTV1 HD - HTV2 HD - RTL HD - NOVA TV HD - HTV3 HD - HTV4 HD - RTL 2 HD - Doma TV HD | 5        | D (70°-180°)                                | H                                            | 64-QAM (32K OFDM) | 2/3 | 19/256            | 27,30            |
| 32        | 562               | MULTIPLEX A           | - SLO1 HD - SLO2 HD - SLO3 HD - TELE M - KOPER - VAS KANAL                            | 20       | D (240°-320°)                               | H                                            | 64-QAM (8K OFDM)  | 2/3 | 1/4               | 19,90            |